# Puisieux-et-Clanlieu
Puisieux-et-Clanlieu ist eine französische Gemeinde mit 327 Einwohnern (Stand: 1. Januar 2022) im Département Aisne in der Region Hauts-de-France; sie gehört zum Arrondissement Vervins und zum Kanton Marle.

## Geographie
Die Gemeinde Puisieux-et-Clanlieu liegt im Westen der Landschaft Thiérache, 28 Kilometer östlich von Saint-Quentin. Nachbargemeinden von Puisieux-et-Clanlieu sind Audigny im Nordwesten und Westen, Flavigny-le-Grand-et-Beaurain im Norden, Colonfay im Osten, Sains-Richaumont im Südosten, Le Hérie-la-Viéville im Süden sowie Landifay-et-Bertaignemont im Südwesten und Westen.

## Bevölkerungsentwicklung
| Jahr                       | 1962 | 1968 | 1975 | 1982 | 1990 | 1999 | 2006 | 2015 | 2022 |
| Einwohner                  | 358  | 340  | 322  | 301  | 288  | 299  | 291  | 296  | 327  |
| Quellen: Cassini und INSEE |      |      |      |      |      |      |      |      |      |

## Sehenswürdigkeiten
- Kirche Sainte-Eugénie
- Kirche Saint-Martin
- Schloss Puisieux-et-Clanlieu, seit 2008 Monument historique

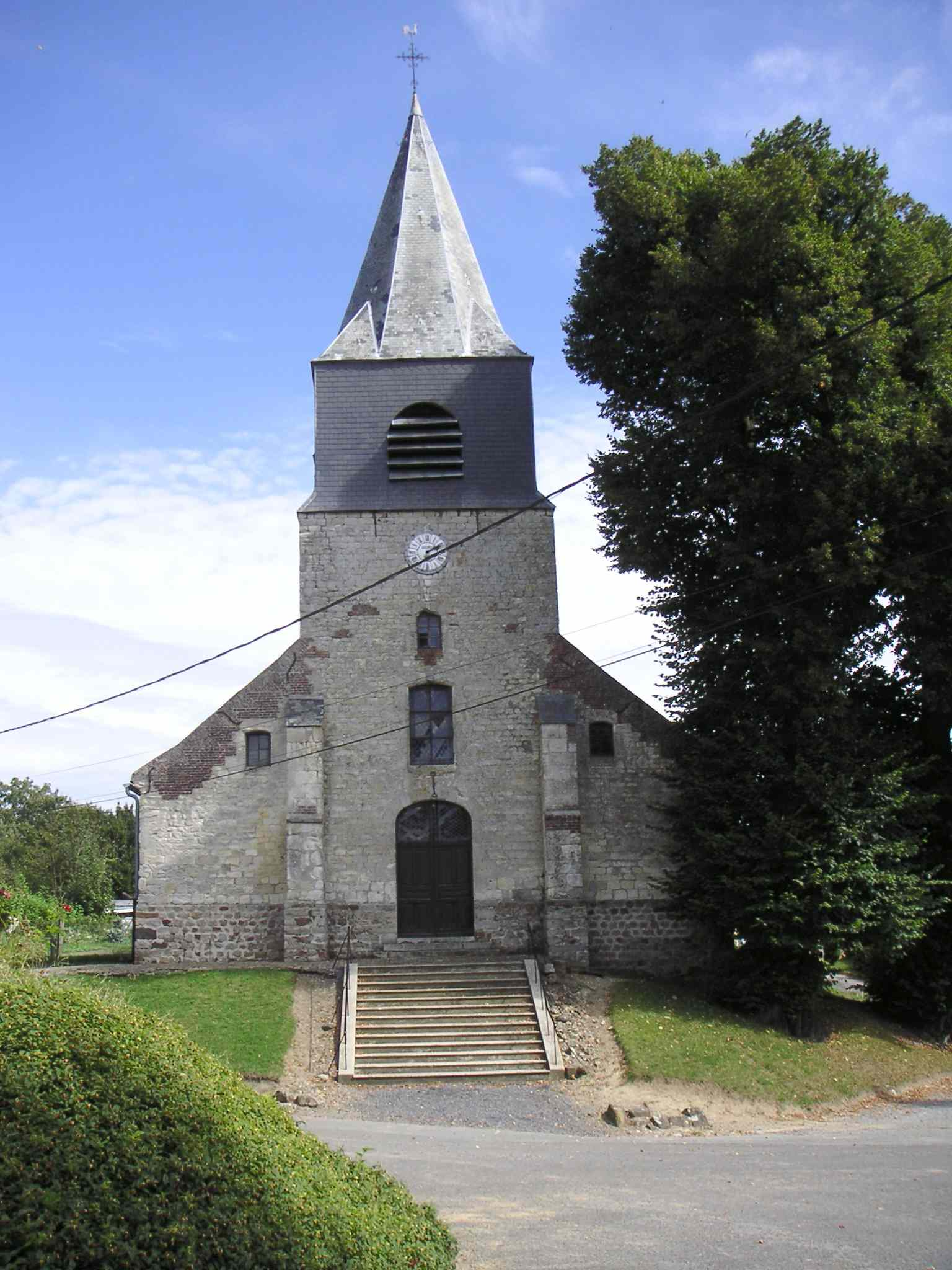
Kirche Sainte-Eugénie
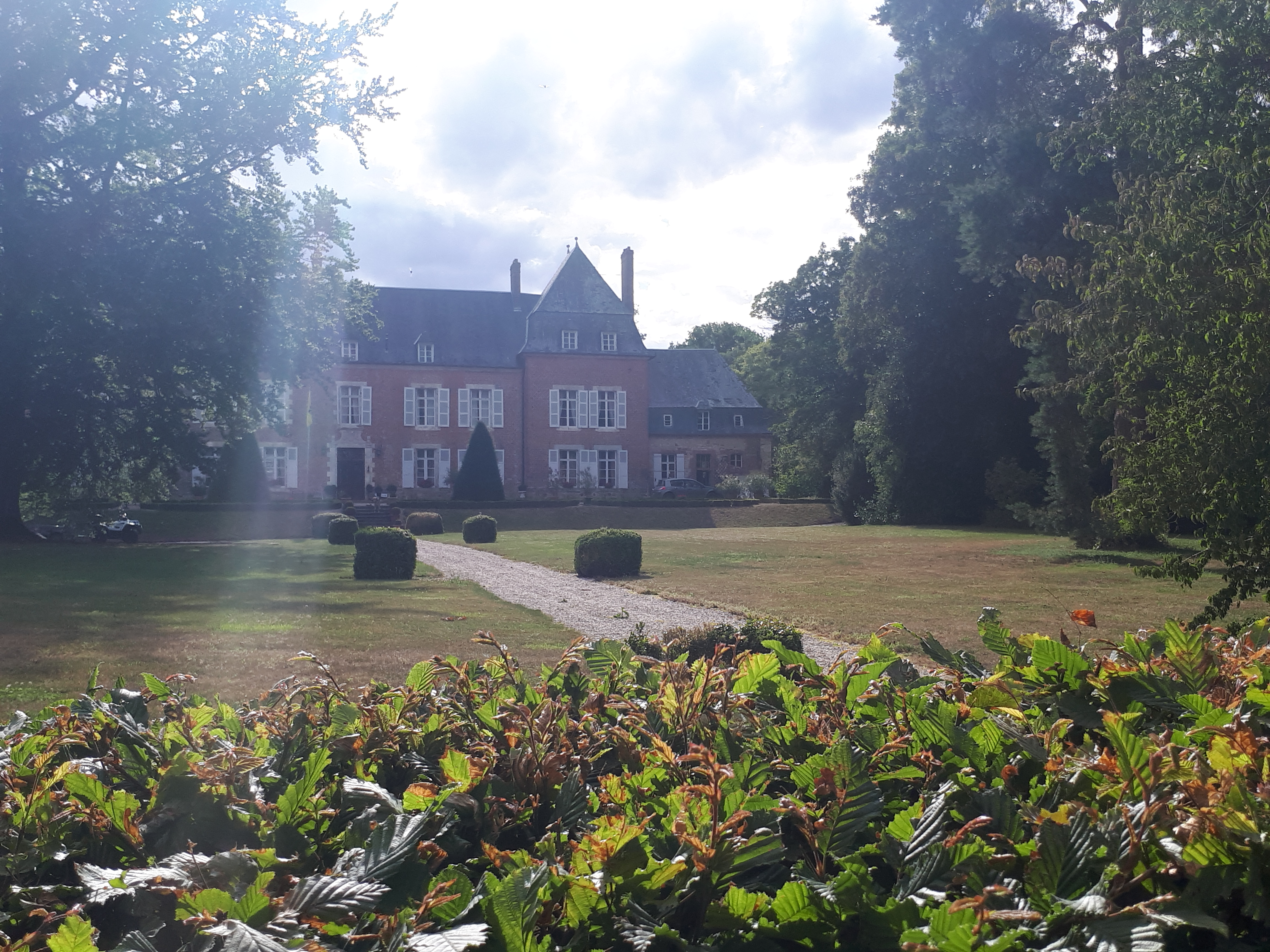
Schloss
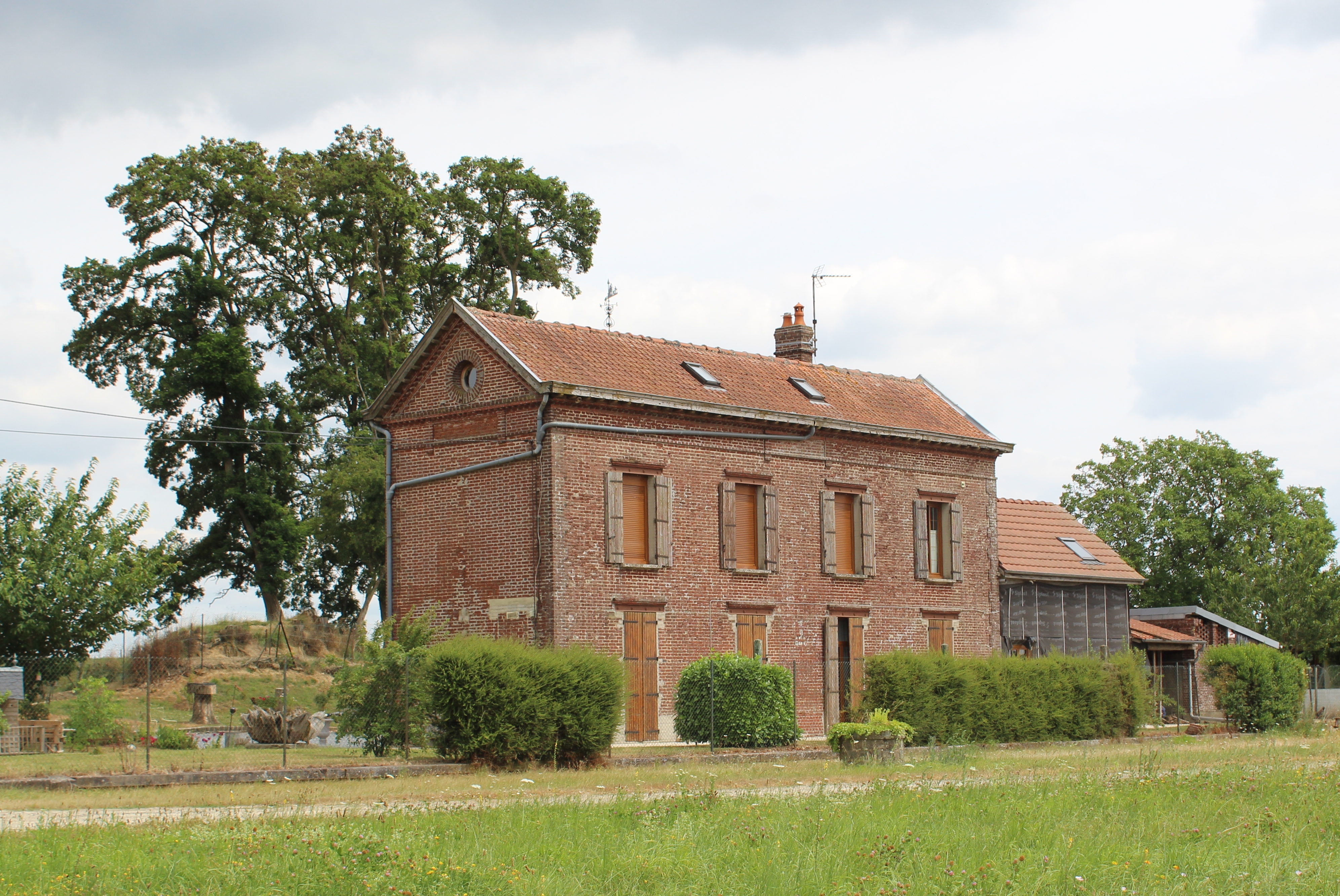
Ehemaliger Bahnhof
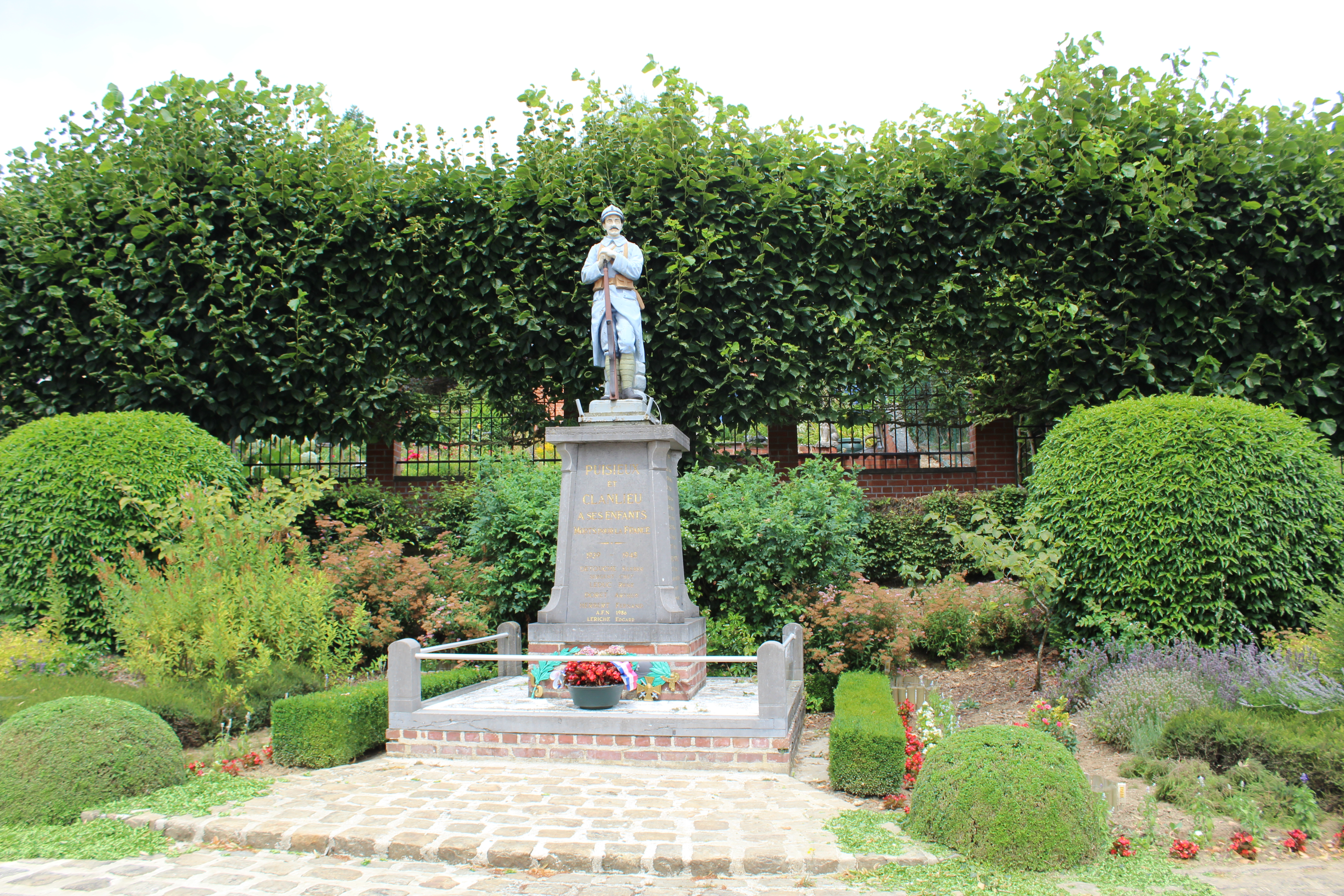
Gefallenendenkmal